# Chromisme
Ne doit pas être confondu avec Chromiste.
En chimie, le suffixe -chromisme est utilisé pour parler d'un processus induisant un changement, souvent réversible, de la couleur d'un composé et par extension, un changement des autres propriétés physiques, le préfixe thermo-, photo- etc désignant la nature du stimulus. Dans la plupart des cas, le chromisme est basé sur le changement de l'état électronique des molécules, spécifiquement l'état des électrons π et d, ainsi ce phénomène est induit par un stimulus externe lequel peut altérer la densité électronique des substances impliquées. De nombreux composés naturels possèdent cette particularité, et de nombreux composés artificiels avec un chromisme spécifique ont été synthétisés jusqu'à présent.

## Différentes formes de chromisme
Liste de l'origine du stimulus généralement rencontré et terme associé :
- thermochromisme est le chromisme induit par un changement de température. Une large variété de substrats, tels que des systèmes organiques, inorganiques, organométalliques, macromoléculaire (e.g., polythiophenes) ou supramoléculaires (e.g. cristaux liquides) présentent ce phénomène ;
- photochromisme est induit par une irradiation lumineuse. Ce phénomène est basé sur l'isomérisation entre 2 différentes structures moléculaires. Voir verre photochromique, rétroviseur photochromatique, ténébrescence ;
- électrochromisme est induit par la perte ou le gain d'électron. Ce phénomène a lieu dans les composés possédant des sites actives redox, tels que des ions métalliques ou des radicaux organiques ;
- solvatochromisme dépend de la polarité du solvant
  - halosolvatochromisme est un changement de couleur survenant par augmentation de la force ionique du milieu, sans changement de espèces chimiques, induit par le solvant ;
- vapochromisme est la capacité d'un cristal poreux de changer de couleur par absorption de vapeurs de solvant ;
- ionochromisme est le changement de couleur d'un matériau traversé par un flux d'ions. Le chromophore obtenu est chargé impliquant une modulation de la conductivité ;
- halochromisme ou acidochromisme est un matériau dont la couleur varie en fonction du pH. Les formes acides et basiques ne possèdent pas le même spectre d'absorption ;
- mécanochromisme est la propriété d'un matériau de changer de couleur par application d'une action mécanique :
  - piezzochromisme décrit la tendance de certains matériaux à changer de couleur par application d'une pression mécanique (e.g. diphénylflavylène). Il est possible de revenir à la couleur initiale par dissolution du matériau dans un solvant organique ou placé à l'abri de la lumière ;
  - tribochromisme est la propriété d'un matériau de changer de couleur sous l'effet de la friction mécanique. Dans ce cas, il n'est plus possible de revenir à la couleur initiale car le matériau est dans un état métastable ;
- chirochromisme est le changement réversible du plan de rotation de la lumière polarisée entre deux diastéréoisomères chiraux d'un système photochromique. Il est à noter que l'interconversion entre deux énantiomères d'un photophore qui ont, par définition, le même spectre d'absorption dans un milieu achiral ne se rapporte pas au photochromisme. Cependant, ces énantiomères peuvent présenter différents spectres d'absorption dans un milieu chiral, en particulier dans les matrices solides.

## Exemples de chromophores
Parmi les différents chromophores existants on peut distinguer :
- Les spiropyranes, spirooxazines et spirodihydroindolizines
- Les chromènes
- Les fulgides ou fulgimides
- Les diaryléthènes (e.g. dithiophénylcyclopentène)
- Les composés azo
- Les composés aromatiques polycycliques
- Les quinones polycycliques
- Les anils et composés relatés au transfert d'hydrogène
- Les viologènes
- Les triarylméthanes